# Ambasciatori delle Città anseatiche negli Stati Uniti
L'ambasciatore delle Città anseatiche negli Stati Uniti era il primo rappresentante diplomatico delle Città anseatiche (Amburgo, Brema e Lubecca) negli Stati Uniti.
Le relazioni diplomatiche iniziarono ufficialmente nel 1794.

## Storia
Dalla metà del XVII secolo, le città anseatiche di Brema ed Amburgo ebbero rispettivamente degli avamposti commerciali per le tratte transatlantiche presso le Tredici Colonie (1607–1776). Il vero impulso alle relazioni diplomatiche tra le tre città anseatiche e le colonie in lotta per l'indipendenza venne però da due scozzesi che si incontrarono ad Amburgo e si impegnarono per la "causa americana" all'inizio della Guerra d'indipendenza americana (1775–1783). John Parish, un mercante di Amburgo naturalizzato cittadino americano, e John Ross, patriota americano e funzionario dei "Tredici Stati" presso Parigi, Amsterdam ed Amburgo, si impegnarono per far ottenere rifornimenti e finanziamenti bellici ai patrioti statunitensi, riuscendo più volte ad aggirare i controlli sulle importazioni e sulle esportazioni fatti eseguire dall'ambasciatore britannico Emanuel Matthias, che aveva sede ad Amburgo. Dopo la ratifica della Costituzione degli Stati Uniti ed il giuramento di George Washington come primo presidente nel 1789, Parish divenne il primo console degli Stati Uniti presso le città anseatiche e Ross quattro anni dopo venne nominato primo Console Generale anseatico negli Stati Uniti.
La missione diplomatica anseatica venne inizialmente posta di sede a Filadelfia, poiché quella era la sede del governo americano all'epoca. Con la conclusione di un trattato bilaterale di amicizia, commercio e navigazione tra le città anseatiche e gli Stati Uniti (1827), la missione diplomatica venne elevata al rango di ambasceria. L'ambasceria rimase operativa sino alla costituzione della Confederazione Germanica del nord nel 1867 (quando vennero rappresentate da Friedrich von Gerolt, ambasciatore della Confederazione Germanica del nord negli Stati Uniti) e poi dell'Impero tedesco nel 1871 quando le funzioni passarono all'ambasciatore tedesco negli Stati Uniti.
Oltre al consolato generale a Filadelfia, che continuò ad operare anche quando l'ambasciata delle Città anseatiche venne trasferita nella nuova capitale a Washington, Brema ed Amburgo mantennero dei consolati ad Alexandria, Baltimora, Boston, Charleston, Galveston, Indianola, Mobile, New Orleans, New York, Richmond e San Francisco. Il consolato di Lubecca a Galveston venne chiuso nel 1844.

## Città Anseatiche

### Consolato generale negli Stati Uniti
- 1794–1800: John Ross
- 1800–1811: vacante

1811-1814: Interruzione dei rapporti diplomatici per l'occupazione francese delle città anseatiche
- 1817–1822: Carl Nicolaus Buck
- 1822–1827: Christian Ludwig Krumbhaar

### Ambasciata negli Stati Uniti
- 1827-1828: Vincent Rumpff
- 1828-1862: vacante
- 1862-1864: Rudolf Schleiden
- 1864-1867: Johannes Rosing

1867: Chiusura del consolato generale